# 昭拍·方

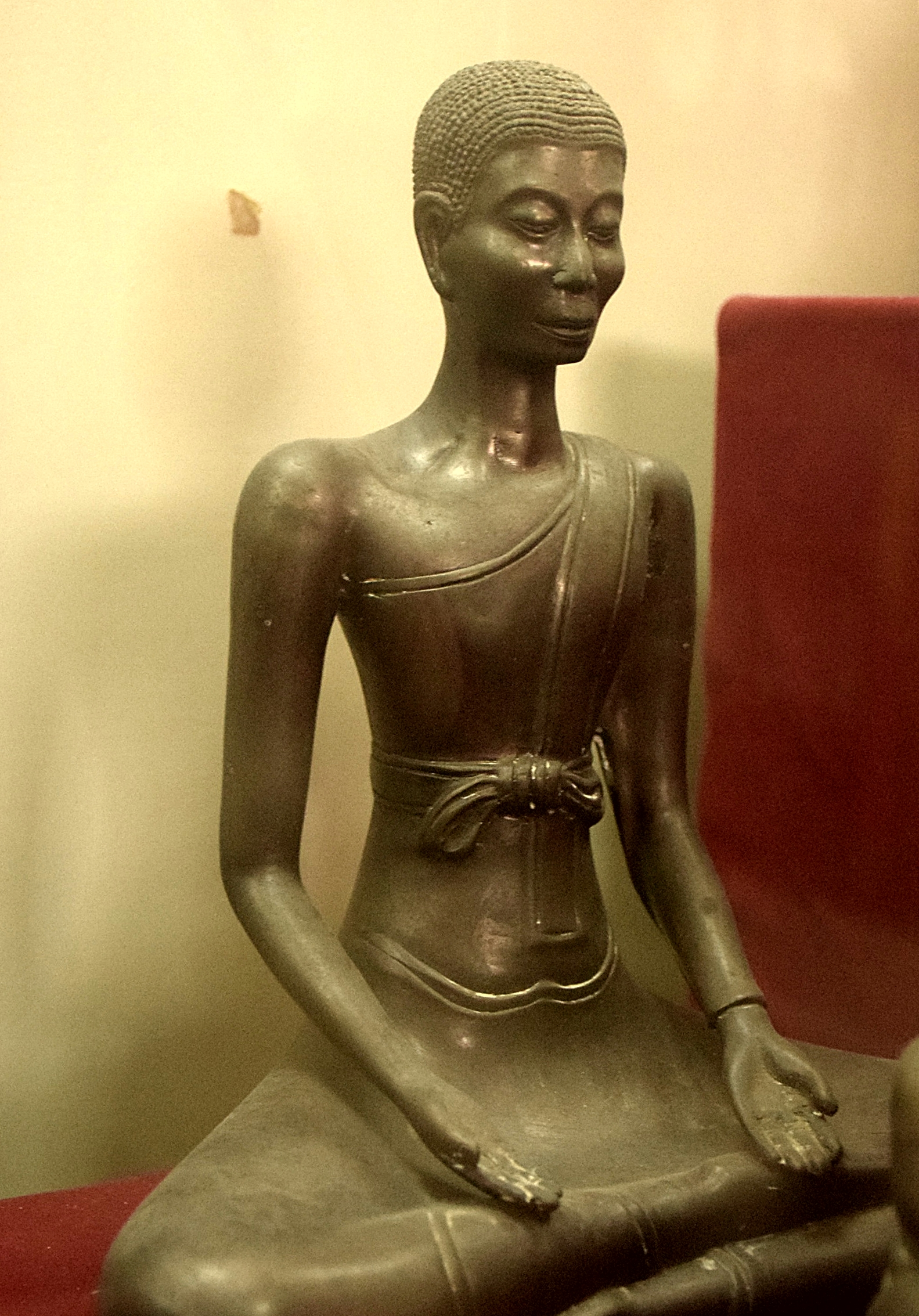
昭拍·方

春暖·昭拍·方，又名瑪哈·鑾（มหาเรือน），是泰國在阿瑜陀耶王國滅亡之後的一個割據勢力的領袖。
方是一位佛教僧侶，他因為擅長法術而出名。1767年，緬甸攻陷阿瑜陀耶，阿瑜陀耶王國滅亡。昭拍·方割據難府、帕府一帶，建立政教合一的政權。
1768年，昭拍·方派兵攻打彭世洛，攻滅昭披耶·彭世洛的勢力，並不斷對外擴張。由於昭拍·方的僧兵不遵守戒律且軍紀很差，彭世洛的百姓紛紛逃往吞武里，投奔鄭昭。
1769年，在消滅各股割據勢力之後，鄭昭率披耶汶瑪、披耶披猜等將，親自率軍北伐。昭拍·方戰敗逃往清邁，隨後流亡緬甸。至此鄭昭統一全國。